# Quatre Jours de Dunkerque 1970
La 16e édition des Quatre Jours de Dunkerque a eu lieu du 5 au 10 mai 1970. La course compte sept étapes, dont un prologue et deux demi-étapes constituées d'une étape raccourcie et d'un contre-la-montre individuel, et porte sur un parcours de 915,2 kilomètres. Le prologue est un contre-la-montre par équipes de 8,9 kilomètres disputé à Dunkerque et remporté par l'équipe Flandria-Mars ; la première étape, reliant en 197 kilomètres Dunkerque à Cambrai est remportée par le Belge Ronny Van de Vijver ; la deuxième étape, Cambrai - Saint-Quentin en 192 kilomètres, l'est par le Belge Willy Van Neste qui prend la tête du classement général jusqu'à la fin de la course ; la troisième étape, reliant Saint-Quentin à Valenciennes en 190 kilomètres, l'est par le Britannique Barry Hoban ; la quatrième étape, reliant Valenciennes à Dunkerque en 190 kilomètres, l'est par le Néerlandais Wim Schepers ; la cinquième étape secteur a, 124 kilomètres entre Saint-Omer et Dunkerque, l'est par son compatriote Leen Poortvliet ; enfin, le contre-la-montre individuel de la cinquième étape secteur b (11,3 kilomètres dans Dunkerque) est remporté par le Belge Ferdinand Bracke, tandis que son compatriote Willy Van Neste remporte le classement général.

## Étapes
| \| Dunkerque Cambrai Saint-Quentin Valenciennes Saint-Omer \| Carte des villes accueillant les départs et les arrivées. |
| Dunkerque Cambrai Saint-Quentin Valenciennes Saint-Omer                                                                 |

L'édition 1970 des Quatre Jours de Dunkerque est divisée en sept étapes réparties sur six jours, le premier est un prologue disputé sous la forme d'un contre-la-montre par équipes, le dernier comprend deux demi-étapes, dont un contre-la-montre individuel. L'arrivée de la 2e étape et le départ de la 3e étape ont lieu à Saint-Quentin, dans l'Aisne.
| Étape,    | Date   | Villes étapes                |                              | Distance (km) | Vainqueur d’étape   | Leader du classement général |
| --------- | ------ | ---------------------------- | ---------------------------- | ------------- | ------------------- | ---------------------------- |
| Prologue  | 5 mai  | Dunkerque - Dunkerque        | Contre-la-montre par équipes | 8,9           | Flandria-Mars       |                              |
| 1re étape | 6 mai  | Dunkerque - Cambrai          |                              | 197           | Ronny Van de Vijver | ?                            |
| 2e étape  | 7 mai  | Cambrai - Saint-Quentin      |                              | 192           | Willy Van Neste     | Willy Van Neste              |
| 3e étape  | 8 mai  | Saint-Quentin - Valenciennes |                              | 190           | Barry Hoban         | Willy Van Neste              |
| 4e étape  | 9 mai  | Valenciennes - Dunkerque     |                              | 192           | Wim Schepers        | Willy Van Neste              |
| 5ea étape | 10 mai | Saint-Omer - Dunkerque       |                              | 124           | Leen Poortvliet     | Willy Van Neste              |
| 5eb étape | 10 mai | Dunkerque - Dunkerque        | Contre-la-montre individuel  | 11,3          | Ferdinand Bracke    | Willy Van Neste              |

## Classement général
La course est remportée par le Belge Willy Van Neste (Dr. Mann-Grundig),,.
| \| Classement général \| Classement général \| Classement général \| Classement général \| Classement général \| \| Coureur \| Coureur \| Pays \| Équipe \| Temps \| \| ------------------ \| ------------------- \| ------------------ \| ------------------------ \| ------------------ \| \| 1er \| Willy Van Neste \| Belgique \| Dr. Mann-Grundig \| 22 h 05 min 38 s \| \| 2e \| Jean-Marie Leblanc \| France \| BiC \| + 7 s \| \| 3e \| Henri Heintz \| France \| Sonolor-Lejeune \| + 1 min 39 s \| \| 4e \| Cyrille Guimard \| France \| Fagor-Mercier-Hutchinson \| + 2 min 47 s \| \| 5e \| Arie den Hartog \| Pays-Bas \| Caballero-Laurens \| + 2 min 50 s \| \| 6e \| Alain Vasseur \| France \| BiC \| + 2 min 52 s \| \| 7e \| Barry Hoban \| Royaume-Uni \| Sonolor-Lejeune \| + 3 min 01 s \| \| 8e \| Englebert Opdebeeck \| Belgique \| Geens-Watney \| + 3 min 18 s \| \| 9e \| Michel Périn \| France \| Fagor-Mercier-Hutchinson \| + 3 min 31 s \| \| 10e \| Leif Mortensen \| Danemark \| BiC \| + 3 min 44 s \| |                     |             |                          |                  |
| |                     |             |                          |                  |
| Sources : ProCyclingStats Cycling Archives |                     |             |                          |                  |
| Classement général |                     |             |                          |                  |
| Coureur | Coureur             | Pays        | Équipe                   | Temps            |
| 1er | Willy Van Neste     | Belgique    | Dr. Mann-Grundig         | 22 h 05 min 38 s |
| 2e | Jean-Marie Leblanc  | France      | BiC                      | + 7 s            |
| 3e | Henri Heintz        | France      | Sonolor-Lejeune          | + 1 min 39 s     |
| 4e | Cyrille Guimard     | France      | Fagor-Mercier-Hutchinson | + 2 min 47 s     |
| 5e | Arie den Hartog     | Pays-Bas    | Caballero-Laurens        | + 2 min 50 s     |
| 6e | Alain Vasseur       | France      | BiC                      | + 2 min 52 s     |
| 7e | Barry Hoban         | Royaume-Uni | Sonolor-Lejeune          | + 3 min 01 s     |
| 8e | Englebert Opdebeeck | Belgique    | Geens-Watney             | + 3 min 18 s     |
| 9e | Michel Périn        | France      | Fagor-Mercier-Hutchinson | + 3 min 31 s     |
| 10e | Leif Mortensen      | Danemark    | BiC                      | + 3 min 44 s     |